# Appias inanis
Appias inanis är en fjärilsart som beskrevs av Van Eecke 1913. Appias inanis ingår i släktet Appias och familjen vitfjärilar. Inga underarter finns listade i Catalogue of Life.